# Lake View Plantation
Lake View Plantation es una plantación ubicada en el condado de Piscataquis en el estado estadounidense de Maine. En el Censo de 2010 tenía una población de 89 habitantes y una densidad poblacional de 0,65 personas por km².

## Geografía
Lake View Plantation se encuentra ubicada en las coordenadas 45°22′18″N 68°52′52″O / 45.37167, -68.88111. Según la Oficina del Censo de los Estados Unidos, Lake View Plantation tiene una superficie total de 136.77 km², de la cual 105.34 km² corresponden a tierra firme y (22.98%) 31.44 km² es agua.

## Demografía
Según el censo de 2010, había 89 personas residiendo en Lake View Plantation. La densidad de población era de 0,65 hab./km². De los 89 habitantes, Lake View Plantation estaba compuesto por el 100% blancos, el 0% eran afroamericanos, el 0% eran amerindios, el 0% eran asiáticos, el 0% eran isleños del Pacífico, el 0% eran de otras razas y el 0% pertenecían a dos o más razas. Del total de la población el 2.25% eran hispanos o latinos de cualquier raza.